# Idigny
Idigny ist ein Arrondissement im Departement Plateau in Benin. Es ist eine Verwaltungseinheit, die der Gerichtsbarkeit der Kommune Kétou untersteht.

## Demographie
Gemäß der Volkszählung von 2013 hatte Idigny 46.444 Einwohner, davon waren 22.733 männlich und 23.711 weiblich.

## Geographie
Die namensgebende Siedlung Idigny liegt nordöstlich der Stadt Kétou und das Arrondissement als Teil des Départements Plateau im Südosten Benins.

## Verwaltung
Idigny setzt sich aus 19 Dörfern zusammen:
1. Akpakamè
2. Alagbé-Illikimoun
3. Awaya
4. Ayékotonian
5. Effèoutè
6. Emèda-Igboïloukan
7. Idigny
8. Idjédjé
9. Igbo-Igannan
10. Illadji
11. Illara-Kanga
12. Illèchin
13. Illikimoun
14. Illikimoun-Kolly
15. Issèlou
16. Iwéssoun
17. Iwoyé-Bénin
18. Obatèdo
19. Oguélété